# Vitamine B6
Vitamine B6 is een groep van natuurlijk voorkomende derivaten van pyridine, die in het lichaam van belang zijn voor diverse fysiologische processen. De actieve vorm van vitamine B6 – een verbinding genaamd pyridoxaalfosfaat – speelt als co-factor een essentiële rol in meer dan 140 biochemische reacties. De meeste van deze reacties hebben betrekking op de stofwisseling van aminozuren en andere stikstofhoudende verbindingen. Verder heeft deze vitamine functies in de energiehuishouding, lipidenstofwisseling en bij de productie en activiteiten van bepaalde hormonen.
Dieren kunnen vitamine B6 niet zelf aanmaken en moeten het via voeding binnenkrijgen. Voor volwassen mensen ligt de aanbevolen dagelijkse hoeveelheid rond de 1–2 milligram per dag. De vitamine komt voor de meeste dierlijke producten zoals vlees, vis, zuivel, eieren en schaaldieren. Ook diverse plantaardige producten, zoals aardappelen en peulvruchten, zijn rijk aan vitamine B6, waardoor er onder vegetariërs en veganisten geen groot risico op een tekort bestaat. Deficiëntie van vitamine B6 is relatief zeldzaam. Bij langdurig gebruik van hooggedoseerde supplementen kunnen zich bepaalde zenuwaandoeningen ontwikkelen.

## Vormen
Vitamine B6 komt in drie verschillende vormen voor, die van elkaar verschillen door de groep op de 4-positie. In onderstaande molecuuldiagrammen is deze groep de bovenste aftakking van de pyridine-ring.
- Pyridoxine (PN) (de alcohol pyridoxol) en pyridoxine-5-fosfaat (PNP). Pyridoxine is de vorm die meestal in voedingssupplementen wordt gebruikt, vrijwel altijd gebonden aan een hydrochloride-groep (pyridoxine-HCl). Op de 4-positie bevindt zich een hydroxymethylgroep.
- Pyridoxal (PL) (het aldehyde) en pyridoxal-5-fosfaat (PLP). Ten opzichte van pyridoxine is bij pyrodoxal de CH2OH-groep vervangen door een aldehydegroep (CHO). PLP is de metabolisch actieve vorm.
- Pyridoxamine (PM) (het amine) en pyridoxamine-5-fosfaat (PMP). Ten opzichte van pyridoxine is bij pyridoxamine de CH2OH-groep vervangen door een aminomethyl-groep (CH2NH2).

Hoewel ook van PMP een functie als cofactor bekend is, is de metabool meest actieve vorm het pyridoxal-5-fosfaat (PLP), dat in de lever wordt gevormd uit pyridoxal.
4-pyridoxinezuur (PA) is het afbraakproduct van vitamine B6 dat met de urine wordt uitgescheiden. Deze vorm wordt meestal niet tot de vitamine B6-groep gerekend.

Pyridoxine
Pyridoxal
Pyridoxamine

Hoewel deze vitamine in drie vormen bestaat, wordt de term pyridoxine regelmatig gebruikt om alle stoffen binnen de vitamine B6-groep aan te duiden. De geactiveerde vormen van pyridoxal en pyridoxamine (de fosfaatesters) zijn actieve co-enzymvormen en kunnen in elkaar worden omgezet, een proces waarbij vitamine B2 en vitamine B3 als cofactoren nodig zijn. Deze interconversie speelt een belangrijke rol bij de biologische functies van deze vitamine.
De mens en andere primaten zijn afhankelijk van de aanvoer van vitamine B6 uit externe bronnen, zodat dit als een essentiële voedingsstof geldt. Gefosforyleerde vormen van vitamine B6 worden gedefosforyleerd in het maag-darmkanaal voordat ze worden opgenomen. Alle drie de vormen van vitamine B6 (pyridoxine, pyridoxal and pyridoxamine) worden in de dunne darm gemakkelijk opgenomen. Overtollig pyridoxine wordt via de urine uitgescheiden.

## Geschiedenis
Vitamine B6 is ontdekt tijdens onderzoek naar de oorzaak van pellagra. Verschillende groepen onderzoekers waren aan het eind van de jaren 20 op zoek naar de factor die pellagra kan voorkomen. Joseph Goldberger had in 1926 bij ratten ontdekt dat toevoeging van een kleine hoeveelheid bakkersgist aan de voeding een pellagra-achtige huidziekte (dermititis acrodynia) kon voorkomen. De Hongaarse microbioloog en biochemicus Paul György beschreef in 1934 als eerste vitamine B6 als de “rat pellagra preventiefactor” in bakkersgist.. Hij noemde de factor "rat acrodynia factor" of adermine. In 1938 slaagden vijf verschillende groepen wetenschappers, waaronder György, erin om vitamine B6-kristallen te isoleren uit de factor die pellagra kan voorkomen van Goldberger.
In 1939 wist een andere groep onderzoekers (Stanton A. Harris en Karl Folkers) de structuur van pyridoxine op te helderen en werd de stof voor het eerst gesynthetiseerd. Paul György stelt dan de naam pyridoxine voor, vanwege de structurele verwantschap met pyridine. In 1945 toonde Esmond Emerson Snell aan dat er twee andere vormen van vitamine B6 bestaan, namelijk pyridoxal en pyridoxamine. Alle drie de vormen van vitamine B6 zijn precursors van een geactiveerde vorm, pyridoxal-5-fosfaat (PLP). In 1957 werd door Snyderman voor het eerst vastgesteld hoeveel van deze vitamine de mens dagelijks nodig heeft.
Later bleek dat vitamine B6 in 1932 al was geïsoleerd en beschreven door de Japanner Ohdake, die bezig was met de isolatie van "oryzanine" (vitamine B1) uit rijstslijpsel. Hij vond vitamine B6 als een bijproduct, beschreef de formule, maar was zich niet bewust dat hij een vitamine had ontdekt en van het belang van zijn ontdekking.

## Biosynthese
In de natuur zijn er twee verschillende manieren bekend waarop vitamine B6 de novo kan worden gesynthetiseerd.
- In eubacteriën zoals Escherichia coli wordt pyridoxine-5-fosfaat (PNP) gemaakt uit 4-fosfohydroxy-L-threonine (4HPT) en deoxyxylose 5’-fosfaat (DXP) met behulp van drie verschillende biosynthese-eiwitten. Dit reactiepad is afhankelijk van DXP.
- In bacteriën, archaea en eukaryoten bestaat een tweede biosyntheseroute waarin pyridoxal-5-fosfaat (PLP) wordt gemaakt uit ribose 5’-fosfaat of ribulose-5’-fosfaat in combinatie met ofwel glyceraldehyde-3’-fosfaat of dihydroxyacetonfosfaat en glutamine. Dit reactiepad is onafhankelijk van DXP.

Naast de directe synthese van nieuw PNP of PLP zijn deze vormen van vitamine B6 ook in elkaar om te zetten via het zogenoemde "Salvage"-reactiepad. Deze omzettingen komen tot stand door de actie van ofwel kinases ofwel oxidases. De meeste dieren, waaronder de mens, beschikken uitsluitend over het "Salvage"-reactiepad.
Een belangrijke stap in de afbraak van vitamine B6 is de defosforylering van PLP/PMP/PNP, want deze stap bepaalt in sterke mate de beschikbaarheid van actieve vitamine B6 cofactoren. Hoewel ook niet-specifieke afbraak van vitamine B6 bestaat door alkalische fosfatase en zure fosfatase zijn er bij verschillende organismen vormen van fosfatases beschreven die specifiek de gefosforyleerde vormen van vitamine B6 als substraat hebben. Een van de best beschreven vormen is het enzym pyridoxal fosfatase (PLPP) bij de mens. Het komt in diverse weefsels voor, maar met name in de hersenen, lever en testes. Dit enzym is voor zijn werking afhankelijk van magnesium.

## Functies in het lichaam
In de eerste tijd na de ontdekking van vitamine B6 werd aan vitamine B6 vooral een rol als groeifactor toebedeeld. Door voortschrijdend wetenschappelijk onderzoek is inmiddels duidelijk geworden dat dit slechts een zeer ruwe beschrijving is van de zeer diverse rol die vitamine B6 speelt in diverse cruciale levensfuncties.
De co-enzymvorm van vitamine B6 (pyridoxal-5-fosfaat) is essentieel voor de werking van meer dan 140 vitamine B6-afhankelijke enzymen. Deze enzymen katalyseren diverse biochemische reacties in het lichaam, waardoor de fysiologische functies van vitamine B6 ook sterk uiteenlopen:
- Aminozuurstofwisseling: Een van de belangrijkste functies van vitamine B6 is de functie als co-enzym bij alle aminerende en transaminerende reacties. Dit zijn reacties waarbij aminogroepen worden overgedragen. Zo heeft vitamine B6 een belangrijke rol bij de omzetting van aminozuren in neurotransmitters en biogene aminen.
  - Synthese van monoamine-neurotransmitters: Vitamine B6 zorgt voor decarboxylering van aminozuren, waardoor amines worden verkregen. Veel van deze amines zijn belangrijke neurotransmitters en hormonen. Op deze wijze is vitamine B6 betrokken bij de biosynthese van ten minste vier belangrijke (monoamine) neurotransmitters: serotonine, dopamine, adrenaline en noradrenaline. Vitamine B6 is een essentiële cofactor van twee enzymen in de omzetting van tryptofaan in serotonine, namelijk tryptofaanhydroxylase en 5-hydroxytryptofaan-decarboxylase. Een lage vitamine B6-status is dus verantwoordelijk voor lage serotonineniveaus. Een groeiende hoeveelheid onderzoek relateert een lage vitamine B6-inname met depressie.[4][5][6][7][8]
  - Synthese van GABA: Vitamine B6 is betrokken bij de vorming van de neurotransmitter gamma-aminoboterzuur (GABA). Het is een cofactor van het enzym glutamaatdecarboxylase dat een zuurgroep van glutaminezuur verwijdert.
  - Synthese van histamine: Om eenzelfde reden is vitamine B6 betrokken bij de histaminesynthese.
  - Pyridoxal-5-fosfaat is belangrijk voor het metabolisme van zwavelhoudende aminozuren (methionine, cysteïne, taurine). Het toxische homocysteïne, een metaboliet van methionine, kan worden geremethyleerd tot methionine of worden omgezet via transsulfurering in cysteïne door vitamine-B6-afhankelijke enzymen (cystathioninesynthase en cystathionase), die ook afhankelijk zijn van vitamine B12 en foliumzuur. Zonder vitamine B6 hoopt homocysteïne zich op en ontstaat hyperhomocysteïnemie.
- Vorming van vitamine B3: Vitamine B6 heeft een belangrijke rol bij de omzetting van tryptofaan in nicotinezuur (vitamine B3). Een lage vitamine B6-status zal deze omzetting remmen. Om deze reden speelt B6 ook een rol in de cholesterolstofwisseling.
- Synthese van heemverbindingen: Vitamine B6 is betrokken bij de aanmaak van 5-aminolevulinezuur uit het aminozuur glycine, de eerste stap in de porfyrinebiosynthese die nodig is om heemverbindingen te vormen. Op deze wijze is vitamine B6 betrokken bij de aanmaak van hemoglobine, maar het is ook nodig bij het incorporeren van ijzer in het hemoglobinemolecuul. Tevens kan pyridoxal-5-fosfaat binden aan twee plaatsen aan het hemoglobinemolecuul, waardoor vitamine B6 het vermogen van rode bloedcellen vergroot om zuurstof te binden en weer af te geven. Heemverbindingen zijn ook het actieve centrum van myoglobine, wat de rol van vitamine B6 bij de werking van hart- en skeletspieren verklaart. Ook in cytochroomverbindingen in de mitochondriën is heem het centrale molecuul, wat een verklaring is voor het effect van vitamine B6-deficiëntie op de energiestofwisseling.

## Voorkomen in voeding
In voedsel is vitamine B6 meestal gebonden aan eiwitten. Pyridoxine komt vooral in planten voor, terwijl pyridoxal en pyridoxamine vooral in dierlijk weefsel worden aangetroffen. Zeer rijke dierlijke bronnen van vitamine B6 zijn kip (4,2 mg per kg) en lever (runderlever, varkenslever) (1,1 mg per kg). Goede bronnen zijn vlees (ham) en vis (tonijn, forel, heilbot, haring, zalm), eieren. Dierlijke bronnen van vitamine B6 bevatten vooral het goed opneembare pyridoxaal-5-fosfaat en pyridoamine-5-fosfaat.
Goede plantaardige bronnen van vitamine B6 zijn hele granen, peulvruchten, bananen, noten (walnoten 7,3 mg per kg), brood, mais en volkorenbrood. Groenten en fruit zijn relatief arm aan vitamine B6, hoewel sommige producten uit deze categorie toch nog significante hoeveelheden vitamine B6 bevatten, zoals bonen en bloemkool, en rozijnen.
Verliezen tijdens opslag, voedselbereiding en koken kunnen variëren en kunnen oplopen tot meer dan 50%, afhankelijk van de vorm waarin het vitamine aanwezig is in voedsel. In plantaardige bronnen vindt het minste verlies plaats, aangezien planten voornamelijk pyridoxine bevatten, dat veel stabieler is dan het pyridoxal of pyridoxamine dat in dierlijke bronnen wordt aangetroffen.
Een belangrijk deel (5 tot 80%) van de vitamine B6 in vruchten en groenten is geglycosyleerd. In deze vorm kan vitamine B6 niet worden omgezet door pyridoxinekinase-enzymen, wat betekent dat geglycosyleerde vitamine B6 op een andere manier bruikbaar gemaakt moet worden voor het lichaam. β-glucosidase-enzymen kunnen het suikerdeel verwijderen, waardoor het vitamine bruikbaar gemaakt wordt voor "Salvage"-reactiepad enzymen.
Er is verder een grote variëteit aan nog andere vitamine B6 afgeleiden, die er op wijst dat vitamine B6 een belangrijke rol speelt in diverse andere nog onbekende processen.

## Deficiëntie
Het Amerikaanse National Institute of Health (NIH) hanteert een aanbeveling ("Recommended Dietary Allowance (RDS)") voor vitamine B6 van 1,3 milligram per dag voor volwassenen. De gemiddelde inname in de Verenigde Staten is (was in 1986) 1,9 mg per dag.
In Australië is de aanbeveling 1,6 mg vitamine B6 per dag.
In het Verenigd Koninkrijk is de aanbeveling een afgeleide van de eiwitinname: 15 microgram per gram eiwit, wat bij een gemiddelde eiwitinname ongeveer neerkomt op 1,2 tot 1,4 milligram vitamine B6 per dag.

### Symptomen van een tekort
Langdurig ernstige tekorten kunnen leiden tot bloedarmoede, gebrek aan eetlust, diarree, zenuwaandoeningen en een verminderde weerstand. Bij pasgeborenen kan een tekort leiden tot stuipen. Ook zijn er genetische afwijkingen in vitamine B6 beschreven waarbij het vitamine B6 niet actief is. De klinische verschijnselen hierbij zijn stuipen of chronische vorm van bloedarmoede en cystathionurie. De kinderen reageren vaak wel op therapie met vitamine B6. Ook zijn er huidafwijkingen beschreven.

### Diagnose
De concentratie van vitamine B6 in bloed weerspiegelt de concentratie in de lever en de inname. Concentraties van minder dan 35 nmol/L kunnen duiden op deficiëntie. Vitamine B6-deficiënties kunnen worden gezien bij: zwangerschap, chronische nierinsufficiëntie en alcoholisme. Omdat vitamine B6 in veel voedingsmiddelen voorkomt, komt een tekort aan vitamine B6 tegenwoordig in Nederland nauwelijks nog voor.
Deficiënties van vitamine B6 kunnen door de volgende mechanismen ontstaan:
- Verminderde inname door eenzijdig dieet (zelden)
- Verhoogde behoefte (zwangerschap)
- Remming van alkalische fosfatase gemedieerde opname in de lever (alcoholisme)
- Verminderde activatie van vitamine B6 (chronisch nierfalen)

Gebruik van het geneesmiddel isoniazide, een geneesmiddel tegen tuberculose, of langdurig gebruik van orale contraceptiva kan leiden tot vitamine B6-deficiëntie.

## Gezondheid
Het belang van vitamine B6 voor de gezondheid wordt weerspiegeld in de grote hoeveelheid onderzoek die er wordt verricht naar vitamine B6 in relatie tot preventie en therapie van diverse aandoeningen.
Bij diabetici zijn de gehaltes aan vitamine B6 in het bloed verlaagd. Vitamine B6 is een cofactor in een aantal omzettingsroutes van tryptofaan. Verstoring van deze reactiepaden leidt tot verhoogde niveaus van kynurenine en afbraakproducten daarvan, welke de insulinesecretie remmen en de tolerantie voor glucose verminderen. Suppletie met vitamine B6 lijkt het beeld te verbeteren bij diverse met glucosetolerantie samenhangende problemen.

## Veiligheid

### Symptomen van een overschot
Langdurig dagelijks gebruik van een voedingssupplement met een hoge dosering vitamine B6 wordt in verband gebracht met aandoeningen aan de zenuwen in de armen en benen. Meestal gaat het om doseringen van 500 milligram per dag of meer, maar bij sommige personen kunnen ook bij doseringen van 300 tot 500 mg per dag symptomen optreden.
Een overschot aan vitamine B6 kan leiden tot zware en progressieve sensorische neuropathie, wat zich kan uiten in verminderde of (tijdelijk) ontbrekende proprioceptie en ataxie (verlies van controle over lichaamsbewegingen).
Neuropathie door vitamine B6 ontwikkelt zich slechts langzaam, zelfs bij hoge doseringen. Inname gedurende twaalf maanden of langer is nodig om neurologische klachten te ontwikkelen bij een dosering van 2000 mg per dag of minder. De symptomen zijn dosisafhankelijk en zijn omkeerbaar. In de meeste (maar niet alle) gevallen verdwijnen de klachten weer als de vitamine B6-suppletie wordt gestopt.
Daarnaast zijn er aanwijzingen dat hoge doseringen vitamine B6 (meer dan 150 mg per dag) kunnen leiden tot huidirritatie na blootstelling aan UV-licht, en onrustige slaap en levendige dromen. Ook gastrointestinale stoornissen zoals misselijkheid en reflux worden gemeld.
De giftigheid van vitamine B6 lijkt alleen op te treden bij voedingssupplementen met vitamine B6 in de vorm van pyridoxine-HCl. De metabool actieve vorm van vitamine B6, pyridoxal-5-fosfaat, wordt niet met toxiciteit in verband gebracht. Zelfs bij injectie in zeer hoge niveaus, leidt deze vorm van vitamine B6 niet tot toxiciteit. De Europese voedsel- en warenautoriteit EFSA hanteert echter voor alle vormen van vitamine B6 hetzelfde veiligheidsprofiel en hetzelfde maximum.

### Veilige maxima
Overheidsinstellingen die een veilig maximum moesten vaststellen voor vitamine B6 komen op basis van verschillende studies en verschillende methodieken op zeer uiteenlopende veilige maxima:
Het Amerikaanse National Institute of Health (NIH) hanteert een maximum van vitamine B6 van 100 milligram per dag voor volwassenen, ook tijdens zwangerschap en het geven van borstvoeding. Dit maximum is gebaseerd op het feit dat in verschillende studies waarin gedurende lange tijd (tot vijf jaar) dagelijks gemiddeld 200 mg vitamine B6 werd gegeven, geen neuropathie optrad. In gevallen waar vitamine B6 wordt gebruikt in de context van een medische behandeling, onder begeleiding van een huisarts, geldt dit maximum niet.
In Europa heeft de Europese Autoriteit voor voedselveiligheid (EFSA) in 2000 de maximaal veilige dagdosis bij chronisch gebruik ("tolerable upper intake level") vastgesteld op 25 mg vitamine B6 per dag, vooral gebaseerd op een studie (Dalton & Dalton) waarin neuropathie geconstateerd werd bij een dosering van 100 mg of minder. De opzet van die studie (telefonische interviews met sturende vragen) heeft onder wetenschappers een controverse veroorzaakt of de resultaten van deze studie wel betrouwbaar waren. Het Amerikaanse Institute of Medicine vond de studie van onvoldoende kwaliteit om in een risico-evaluatie op te nemen.
De Britse Expert Group on Vitamins and Minerals heeft in 2003 een veilig maximum vastgesteld van 10 mg per dag, op basis van een studie in honden waarin een Lowest-observed-adverse-effect level van 50 mg per kg lichaamsgewicht werd gevonden. Na extrapolatie van de data, gevolgd door toepassing van een aantal veiligheidsfactoren komt deze groep op een veilige inname van 10 mg per dag.
Het EFSA-maximum van 25 mg is geen wettelijk vastgestelde eis, maar is een richtlijn. In Zweden is sinds 2016 de verkoop van voedingssupplementen met een dosering van meer dan 25 mg vitamine B6 weer toegestaan, aangezien de rechter oordeelde dat er geen wettelijk maximum is voor vitamine B6 en de EFSA referentiewaarden voor vitamines en mineralen niet kunnen worden gebruikt als wettelijke maxima in Zweden.